# Akka Mahadewi

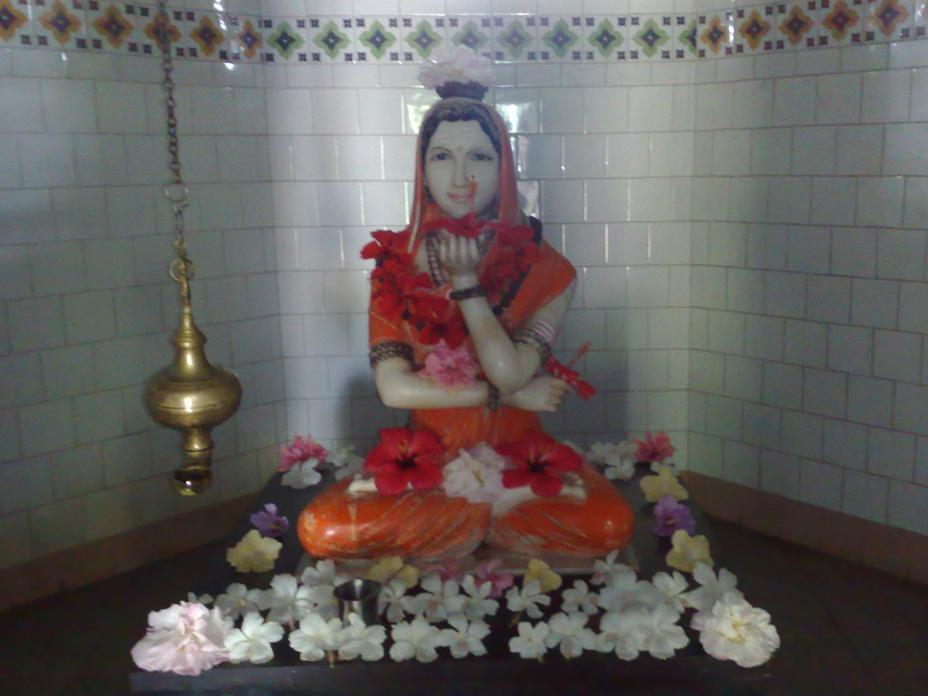
Akka Mahadewi

Akka Mahadewi (kannada ಅಕ್ಕ ಮಹಾದೇವಿ) (ur. 1110 w Banavasi, zm. 1160) – poetka i reformatorka religijna z XII wieku ze stanu Karnataka w południowych Indiach. Mahadewi związana była z śiwaickim ruchem linagajatów i bhakti. Za swego męża uważała boga Śiwę. Wielka postać literatury w języku kannada.

## W kulturze
- Poezja Mahadewi wykorzystywana jest w filmie Girisha Kasaravalli w języku kannada Dweepa